# Delawarebukten

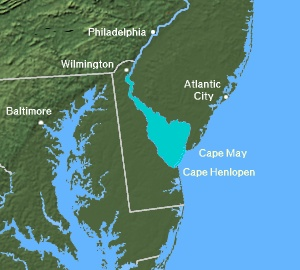
Delawarebukten.

Delawarebukten engelska: Delaware Bay) är en bukt i nordöstra delen av USA:s östkust och är ett stort estuarium som bildas av Delawarefloden. I Delawarebukten blandas sötvatten med vatten från Atlanten i flera kilometer. Den 2,030 km² stor. Bukten gränsar till delstaterna New Jersey och Delaware.
Buktens stränder består till största delen av saltkärr med lerområden, med endast små bosättningar längs den nedre delen av bukten. I buktens södra del (Delawere) finna det flera olika småfloder bland annat Appoquinimink River och Leipsic River. Flera av dessa floder är skyddade på grund av deras saltkärr längs buktens strand. Bukten är boplats för flera marina djur, bland annat dolksvansen.